# Jüdischer Friedhof (Untermaubach)

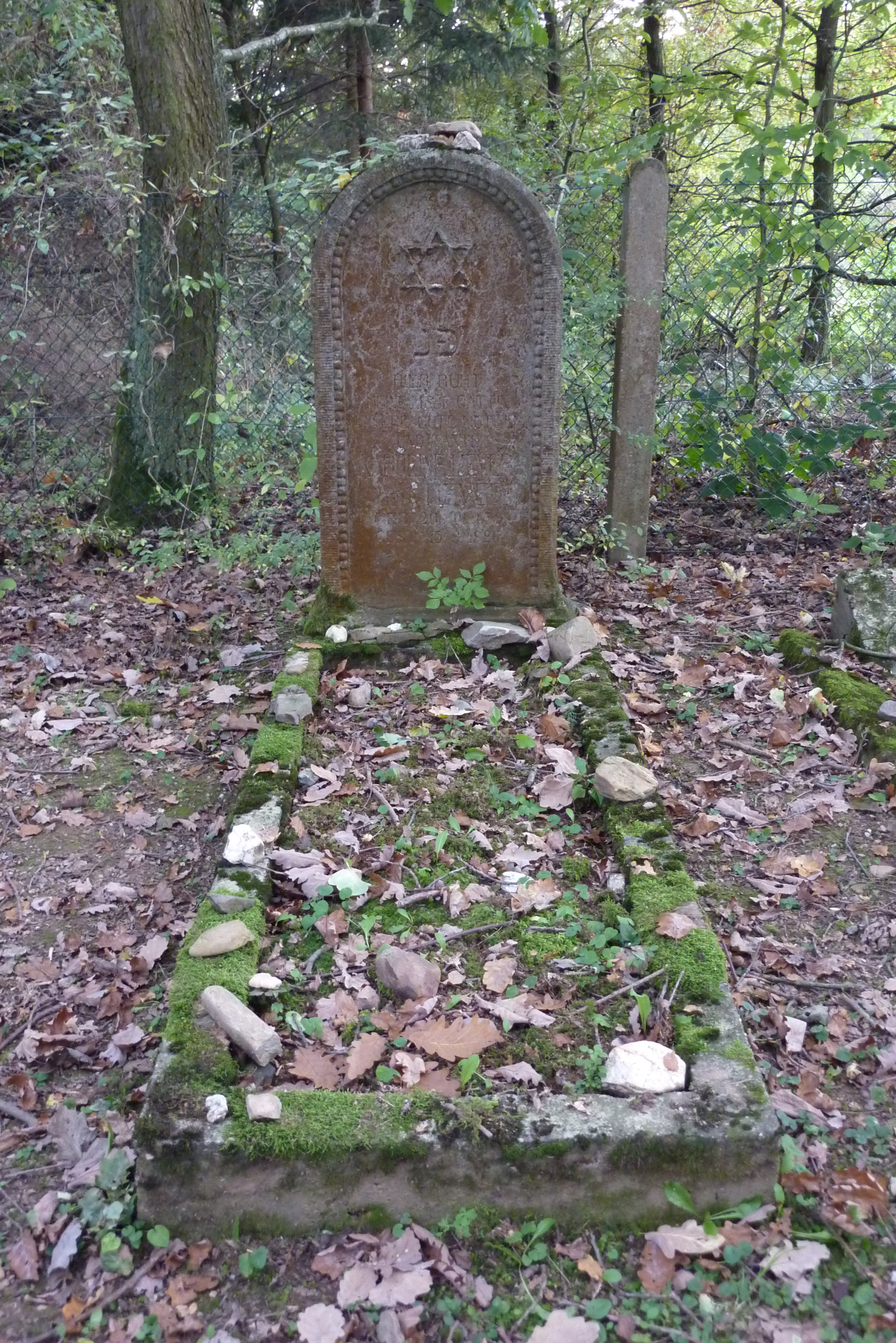
Grabstein auf dem jüdischen Friedhof in Untermaubach

Der Jüdische Friedhof Untermaubach ist ein jüdischer Friedhof in Untermaubach, einem Ortsteil der Gemeinde Kreuzau im Kreis Düren in Nordrhein-Westfalen. Der Friedhof liegt am Waldrand in Richtung Bogheim und ist über einen Feldweg erreichbar.

## Geschichte
Der Friedhof war der Bestattungsort der jüdischen Gemeinden von Untermaubach, die ab dem 18. Jahrhundert entstand. Das Grundstück des Friedhofs hat eine Fläche von 3190 m², von denen 631 m² eingezäunt sind. Die Entstehungszeit des Friedhofs ist nicht bekannt.
Heute sind noch acht Grabstellen erkennbar und drei stehende und ein liegender Grabsteine sind vorhanden.

## Schändungen
Der Friedhof wurde 1971, 1979 und 1993 geschändet.